# アンドレ・レゾン
アンドレ・レゾン（André Raison, 1650年以前 パリ  - 1719年 パリ）は、フランス盛期バロック音楽の作曲家・オルガニスト。17世紀後半から18世紀初頭までのフランス・オルガン楽派の興隆に重要な貢献を果たし、オルガン音楽を単旋聖歌による定旋律技法から解放した。
ナンテルの聖ジュヌヴィエーヴ教会に学んでその名誉オルガニスト職に指名され、パリでイエズス会の聖ジャック教会にもオルガニストとして仕えた。オルガン教師としても、弟子にルイ＝ニコラ・クレランボーがいる。
主要な作品に2巻の『オルガン曲集』があり、それぞれ1688年と1714年に出版された。種々の教会旋法による5つのオルガン・ミサ曲や、いくつかのノエルなどがそこに含まれている。レゾンは当時のフランスの最も重要なオルガン奏者の一人であり、年代的にはニコラ・ルベーグとフランソワ・クープランの中間世代に位置付けられる。レゾンの作曲様式は、対位法的な複雑さよりも、旋律・リズム・響きといった側面が強調されており、実際にオルガンの音色の選択の巧みさで知られた。こんにちレゾンの『オルガン曲集 第1巻』は、当時用いられたオルガンのストップや、フランスのオルガン音楽の解釈の仕方に関して、手がかりを与えてくれる有為の書として認められている。
ヨハン・ゼバスティアン・バッハはレゾンの作品に親しみ、自作の《パッサカリアとフーガ ハ短調》BWV582において、レゾンの『オルガン曲集第1巻 Premier livre d'orgue』から《パッサカリア形式によるトリオ Trio en Passacaille 》の主題を手直しして用いている。